# Oscar Speyer
Oscar Speyer (* 4. Juli 1827 in Hersfeld; † 6. Januar 1882 in Berlin) war ein deutscher Geologe, Zoologe und Paläontologe.

## Leben
Speyer ging in Hanau und Kassel auf das Gymnasium und besuchte in Kassel die höhere Gewerbeschule. Gleichzeitig sammelte er Land- und Süßwasserschnecken in der Gegend von Hanau und veröffentlichte darüber 1847. 1848 machte er ein Praktikum im hessischen Bergbau und studierte ab 1850 Mathematik und Naturwissenschaften in Marburg und Berlin mit dem Abschluss als Realschullehrer 1852. Ab 1854 war er Praktikant und dann Hilfslehrer für Mineralogie und Geologie an der höheren Gewerbeschule in Kassel. 1855 wurde er in Marburg promoviert. Neben seiner Lehrertätigkeit befasste er sich mit der Fauna des Tertiär in der Umgebung von Kassel, zum Beispiel sammelte er systematische Weichtierfossilien (Conchylien) und untersuchte Mastodon-Funde. 1859 bis 1865 war er Geschäftsführer des Vereins für Naturkunde in Kassel. 1865 wurde er ordentlicher Reallehrer an der höheren Bürgerschule in Fulda, wo er 1865 gleich einen Verein für Naturkunde gründete. Ab 1873 war er an der Preußischen Geologischen Landesanstalt (PGLA), wo er 1875 königlicher Landesgeologe wurde. Er fertigte zahlreiche geologische Blätter (1:25.000) im Gebiet Saale-Unstrut und Eichsfeld und kartierte für die geologische Übersichtskarte des Harzes. Zuletzt verwaltete er die Sammlungen des Jura und der Kreide des geologischen Landesmuseums in Berlin und baute dort eine Tertiär-Sammlung auf. Er starb auf dem Weg vom Museum an einem Herzanfall.

## Mitgliedschaften
- 4. Juni 1853 Korrespondierendes Mitglied, Verein für Naturkunde zu Cassel
- 1874 Preußische Geologische Landesanstalt

## Schriften
- Die Conchylien der Casseler Tertiärbildungen. In: Palaeontographica, Band 9, 1862/63, S. 91–141, 153–198, Palaeontographica, Band 16, 1866, S. 175–218, 297–339, Palaeontographica, Band 19, 1871, S. 47–101, 159–202
- Die fossilen Ostracoden aus den Casseler Tertiärbildungen. In: Jahresbericht über die Thätigkeit des Vereins für Naturkunde in Cassel, Band 13, 1863, S. 1–62
- Die Bivalven der Casseler Tertiärbildungen. Abhandlungen zur geologischen Specialkarte von Preussen und den Thüringischen Staaten, IV, H. 4; Berlin 1884 (mit Biographie von Wilhelm Hauchecorne)
- Die ober-oligocänen Tertiärgebilde und deren Fauna im Fürstenthum Lippe–Detmold In: Palaeontographica, Band 16, 1866, S. 1–50
- Die palaeontologischen Einschlüsse der Trias in der Umgebung Fulda’s. In: 2. Ber. d. Ver. f. Naturkd. in Fulda, Fulda 1875, S. 43–82, 87–94, 3. Ber. d. Ver. f. Naturkd. in Fulda, Fulda 1875, S. 83–86
- Über die geologische Entwicklung und organische Einflüsse des „Röth’s“ in der Provinz Sachsen. In: Z. dt. geol. Ges., 2. Protokoll der Februar-Sitzung, 7. Februar 1877, Vortragszusammenfassung,  Berlin 1877, S. 204–206